# 媽祖廟 (地名)
媽祖廟，是臺灣臺南市歸仁區的一個傳統地域名稱，位於該區北部。相較於今日行政區，其範圍大致包括媽廟里不含東部邊界地帶中央段與南段及南部邊界地帶、西埔里、大廟里不含南部邊界地帶中至西段，以及永康區的大灣里南端、東灣里東北部邊界地帶南段。
本地區境內主要聚落為媽祖廟、王厝、西勢仔、大埔、過港、過溝仔、鱉穴、大人廟、大學、餅店，設有保西國小。

## 歷史
台灣日治初期，媽祖廟地區為一街庄，稱為「媽祖廟庄」（舊制街庄），隸屬於保西里。該庄昔日北與西勢庄、頂山腳庄為鄰，東與埤仔頭庄、下湖庄為鄰，南邊為八甲庄，西邊為太子廟庄、大灣庄。
1901年（日治明治三十四年）11月11日，全台廢縣廳改設二十廳，該庄隸屬於臺南廳。1904年（明治三十七年）3月31日，該庄編入「保西區」，隸屬於臺南廳。1909年（明治四十二年）10月25日，全台合併二十廳為十二廳，保西區仍隸屬於臺南廳。1920年（大正九年）10月1日，全台地方制度大改正，廢十二廳改設五州二廳，該庄改制為「媽祖廟」大字，隸屬於臺南州新豐郡歸仁庄（新制街庄）。
戰後歸仁庄改制為歸仁鄉，隸屬於臺南縣，大字亦改制為村。1950年（民國39年）10月25日，雲、嘉、南分治，歸仁鄉仍隸屬於臺南縣。2010年（民國99年）12月25日，臺南縣、市合併為直轄臺南市，歸仁鄉改制為歸仁區，村亦改制為里。

## 聚落
本地區發展較早的聚落為媽祖廟、王厝、埔仔（已消失）、西勢仔、大埔、頂面園（已消失）、過港、過溝仔、鱉穴、大人廟、大學、餅店，在日治初期的官方地圖上已有記載。

## 交通
省道台39線又稱「高鐵橋下道路臺南段」，是新市（實際起點在洋子）至阿蓮的幹道，經過本地區中部。由該道路北行可前往永康區東端、新化區西部，並止於洋子地區的省道台20線路口；南行可前往高雄市阿蓮區，並止於崙子頂地區的省道台28線路口。
市道177甲線是大灣至歸仁的道路，經過本地區大學、大人廟、埔仔、媽祖廟等聚落。由該道路西北行可前往永康區，並止於大灣地區的市道177號轉角路口；東南行可前往歸仁北地區，並止於市道182號路口。
市道180號是台南至大灣（實際終點在大埔）的道路，其東側端點（終點）位於本地區中部略偏北、大埔聚落北郊的省道台39線路口。由此向西可前往永康區南部、永康區/東區交界地帶、東區/北區交界地帶，並止於東區西北角的省道台20線路口。
區道南148線是太子廟至下湖的道路，經過本地區南部的過港聚落北側、王厝聚落北側及媽祖廟聚落南側。
區道南148-1線是六甲店至西埔的道路，全線位於本地區境內，其西南側端點（起點）位於本地區西南端的區道南148線路口，東北側端點（終點）位於本地區中部略東南的市道177甲線路口，中途經過大學、大人廟、大埔等聚落。
區道南149線是過港仔至六甲的道路，其北側端點（起點）位於本地區南部近邊界地帶偏西的區道南148線路口。
區道南150線是媽廟至埤仔頭的道路，其西側端點（起點）位於本地區東南部媽祖廟聚落的市道177甲線轉角路口。

## 學校
- 臺南市歸仁區保西國民小學

## 公務機關
- 臺南市政府警察局歸仁分局媽廟派出所

## 橋梁
- 媽廟橋